# Martina Arroyo
Martina Arroyo (New York, 2 febbraio 1937) è un soprano statunitense.

## Biografia
Nata da padre di origini portoricane e madre afroamericana, dopo aver terminato l'istruzione superiore iniziò lo studio del canto all'età di 19 anni con Marinka Gurewich, che rimase un punto di riferimento anche durante la carriera. Debuttò ufficialmente nel 1958 alla Carnegie Hall nella prima americana di Assassinio nella cattedrale e, nello stesso anno, la vittoria del celebre concorso "Metropolitan competition of the air" le procurò l'esordio al Metropolitan Opera come "voce dal cielo" in Don Carlo.
Dopo alcuni anni di apparizioni in ruoli secondari prevalentemente in Europa, dove incontrò il violista Emilio Poggioni, che divenne suo marito, nel 1963 ebbe modo di esibirsi come protagonista in Aida all'Opera di Zurigo, ottenendo un grande successo che le aprì le porte di importanti teatri dell'area tedesca, quali la Staatsoper di Vienna, l'Opera di Berlino e di Amburgo.
Nel 1965 fece ritorno da protagonista al Met sostituendo Birgit Nilsson in Aida e iniziando una regolare presenza nel massimo teatro americano fino al 1978, in particolare nel repertorio italiano di soprano drammatico: oltre ad Aida, Il trovatore, Un ballo in maschera, La forza del destino, Andrea Chénier, Cavalleria rusticana, La Gioconda ed altre.
Oltre che al Met apparve negli altri principali teatri degli Stati Uniti (San Francisco, Philadelphia, Chicago) e ritornò in Europa nelle maggiori sedi: Royal Opera House di Londra, Opera di Parigi, la Scala, dove debuttò nel 1972 in Aida; cantò anche a Buenos Aires.
Con gli anni ottanta diradò il ritmo degli impegni, apparendo per l'ultima volta al Met nel 1986, e ritirandosi dalle scene nel 1989, per iniziare un'intensa attività di docente in numerose università americane e presso il Mozarteum di Salisburgo.

## Repertorio
| Ruolo                                   | Titolo                  | Autore     |
| --------------------------------------- | ----------------------- | ---------- |
| Bess                                    | Porgy and Bess          | Gershwin   |
| Maddalena di Coigny                     | Andrea Chénier          | Giordano   |
| Iphigénie                               | Iphigénie en Tauride    | Gluck      |
| Rachel                                  | La Juive                | Halévy     |
| Dalila                                  | Samson                  | Händel     |
| Santuzza                                | Cavalleria rusticana    | Mascagni   |
| Valentine                               | Gli ugonotti            | Meyerbeer  |
| Selika                                  | L'Africaine             | Meyerbeer  |
| Donna Anna Donna Elvira                 | Don Giovanni            | Mozart     |
| Vitellia                                | La clemenza di Tito     | Mozart     |
| Gioconda                                | La Gioconda             | Ponchielli |
| Floria Tosca                            | Tosca                   | Puccini    |
| Cio-Cio-San                             | Madama Butterfly        | Puccini    |
| Liù Turandot                            | Turandot                | Puccini    |
| Ariadne Eco                             | Ariadne auf Naxos       | Strauss    |
| Elvira                                  | Ernani                  | Verdi      |
| Lady Macbeth                            | Macbeth                 | Verdi      |
| Leonora                                 | Il trovatore            | Verdi      |
| Duchessa Elena                          | I vespri siciliani      | Verdi      |
| Amelia Grimaldi                         | Simon Boccanegra        | Verdi      |
| Amelia                                  | Un ballo in maschera    | Verdi      |
| Donna Leonora di Vargas                 | La forza del destino    | Verdi      |
| Elisabetta di Valois Una voce dal cielo | Don Carlo               | Verdi      |
| Aida                                    | Aida                    | Verdi      |
| Senta                                   | Der fliegende Holländer | Wagner     |
| Elsa von Brabant                        | Lohengrin               | Wagner     |
| Woglinde                                | Das Rheingold           | Wagner     |
| Ortlinde                                | Die Walküre             | Wagner     |
| Uccello del bosco                       | Siegfried               | Wagner     |
| Terza Norna Woglinde                    | Götterdämmerung         | Wagner     |
| Rezia                                   | Oberon                  | Weber      |

## Discografia

### Incisioni in studio
| Anno | Titolo Ruolo                                         | Cast                                                   | Direttore          | Casa                |
| ---- | ---------------------------------------------------- | ------------------------------------------------------ | ------------------ | ------------------- |
| 1967 | Don Giovanni Donna Elvira                            | Dietrich Fischer-Dieskau, Birgit Nilsson, Walter Berry | Karl Böhm          | Deutsche Grammophon |
| 1968 | Samson Dalila                                        | Alexander Young, Ezio Flagello, Helen Donath           | Karl Richter       | Deutsche Grammophon |
| 1969 | La forza del destino Leonora di Vargas               | Carlo Bergonzi, Piero Cappuccilli, Ruggero Raimondi    | Lamberto Gardelli  | EMI                 |
| 1970 | Gli ugonotti (Les Huguenots) Valentine de Saint-Bris | Joan Sutherland, Huguette Tourangeau, Nikola Gjuzelev  | Richard Bonynge    | Decca               |
| 1972 | Don Giovanni Donna Anna                              | Ingvar Wixell, Kiri Te Kanawa, Wladimiro Ganzarolli    | Colin Davis        | Philips             |
| 1973 | I vespri siciliani Duchessa Elena                    | Plácido Domingo, Sherrill Milnes, Ruggero Raimondi     | James Levine       | RCA                 |
| 1974 | La Juive (selez.) Rachel                             | Richard Tucker, Anna Moffo, Bonaldo Giaiotti           | Antonio De Almeida | RCA                 |
| 1975 | Un ballo in maschera Amelia                          | Placido Domingo, Piero Cappuccilli, Fiorenza Cossotto  | Riccardo Muti      | EMI                 |
| 1981 | Cavalleria rusticana Santuzza                        | Franco Bonisolli, Bernd Weikl                          | Lamberto Gardelli  | Eurodisc/RCA        |

### Registrazioni dal vivo
- Don Carlo, con Bruno Prevedi, Jerome Hines, Ettore Bastianini, Biserka Cvejic, dir. Thomas Schippers - Met 1965 ed. House of Opera
- Aida, con Franco Corelli, Irene Dalis, Sherrill Milnes, John Macurdy, dir. Zubin Mehta - Met 1966 ed. Opera Lovers
- Aida, con Carlo Bergonzi, Biserka Cevjic, Cornell MacNeil, Nicola Rossi-Lemeni, dir. Bruno Bartoletti - Buenos Aires 1968 ed. House of Opera
- Aida, con Franco Corelli, Grace Bumbry, Mario Sereni, Cesare Siepi, dir. Fausto Cleva - Philadelphia 1968 c. ed. On Stage
- I vespri siciliani, con Gianfranco Cecchele, Sherrill Milnes, Bonaldo Giaiotti, dir. Thomas Schippers - RAI-Roma 1970 ed. Myto
- Il trovatore, con Richard Tucker, Shirley Verrett, Mario Sereni, dir. Zubin Mehta - Met 1971 ed. Bensar/Opera Lovers
- Ernani, con Franco Corelli, Sherrill Milnes, Ezio Flagello, dir. Thomas Schippers - Met 1971 ed. Opera Lovers
- Un ballo in maschera, con Luciano Pavarotti, Franco Bordoni, Irene Dalis, dir. Charles Mackerras - San Francisco 1971 ed. Butterfly Music/Opera Lovers
- Aida, con Placido Domingo, Fiorenza Cossotto, Piero Cappuccilli, Nicolai Ghiaurov, dir. Claudio Abbado - La Scala 1972 ed. Myto/Opera D'Oro
- La forza del destino, con Placido Domingo, Giampiero Mastromei, Bonaldo Giaiotti, dir. Fernando Previtali - Buenos Aires 1972 ed. Akadia/Opera D'Oro
- Macbeth, con Sherrill Milnes, Ruggero Raimondi, Franco Tagliavini, dir. Francesco Molinari Pradelli - Met 1973 ed. Opera Lovers
- Don Carlo, con Gianfranco Cecchele, Cesare Siepi, Angelo Romero, Grace Bumbry, dir. Thomas Schippers -  Opera di Roma 1974 ed. Opera Lovers